# Reserva indígena Isconahua
La Reserva Indígena Isconahua es un área de protección en Perú para pueblos indígenas en situación de aislamiento y contacto inicial. Tiene una superficie de 298 487.71 ha. Se encuentra ubicada en el distrito de Callería, provincia de Coronel Portillo en Ucayali. El objetivo de la reserva es proteger los derechos, hábitat y condiciones del pueblo indígena Isconahua en situación de aislamiento. Fue creada como reserva territorial en 1998 a través del Decreto Supremo n.º 007-2016-MC y convertida en reserva indígena en 2016.
La reserva indígena se encuentra en el Parque nacional Sierra del Divisor.

Como antecedente, en 1998 se estableció la Reserva territorial Isconahua mediante RDR n.° 00201-98- CTARU/DRA.